# Seznam svatých cisterciáků
Toto je seznam svatých a blahoslavených z řádu cisterciáků (běžné observance). V závorce je uveden datum svátku nebo připomenutí.

## Seznam

### Svatí
- Adolf z Tecklenburgu (11. únor)
- Aelred z Rievaulx (12. leden)
- Alan z Lille (16. červenec)
- Alice ze Schaerbeeku (15. červen)
- Alberich
- Ascelina
- Beatrice z Nazarethu
- Beatriz de Menezes da Silva
- Bernard z Alciry (1. červenec)
- Bernard z Clairvaux (20. srpen)
- Bernard Calbó (25. říjen)
- Franca Visalta (26. duben)
- Gerard z Clairvaux (13. červen / 30. leden)
- Hedvika Slezská (16. říjen)
- Hugo z Novary (17. listopad)
- Luitgarda (16. červen)
- Martín de Hinojosa (17. září)
- Petr z Tarentaise (29. červen)
- Robert z Molesme (29. duben)
- Robert z Newminsteru (7. červen)
- Štěpán Harding (28. březen)

### Blahoslavení
- Adalgot (3. říjen)
- Achard z Clairvaux (15. září)
- David z Himmerodu (11. prosinec)
- Siméon Cardon a pět společníků (13. květen)
- Evžen III. (8. červenec)
- Gerard z Clairvaux (16. říjen)
- Guerric z Igny
- Humbelína (12. únor)
- Idesbald z Düne (18. duben)
- Izák z Hvězdy
- Jolenta (11. červen)
- Konrád z Urachu (30. září)
- Martin Cid (7. říjen)
- Nivard z Clairvaux (7. únor)
- Oto z Freisingu (22. září)
- Vilém ze Saint-Thierry
- Wincenty Kadłubek (9. říjen)